# Wojciech Sowiński
Wojciech Albert Sowiński, född 1805 i Łukaszówka, Podolien, död 5 mars 1880 i Paris, var en polsk pianist.
Sowinski utbildade sig till pianist, var i sin ungdom bosatt i Wien och från 1830 i Paris, där han var en eftersökt musikpedagog. Han utgav kompositioner i olika genrer samt ett musikerlexikon, Les musiciens polonais et slaves (1857).